# Wadeline Jonathas
Wadeline Jonathas (née le 19 février 1998 en Haïti) est une athlète américano-haïtienne, spécialiste des épreuves de sprint et particulièrement du 850 mètres.

## Parcours sportif
Originaire des Gonaïves en Haïti, Wadeline Jonathas déménage aux États-Unis en 2009, à 12 ans.
Le public américain la découvre en 2019 quand elle remporte le 400 m lors du très populaire Championnat universitaire NCAA d'athlétisme.
En juillet, aux Championnats des États-Unis elle termine à la troisième place, avec 50 s 44, elle est devancée de peu Shakima Wimbley et Kendall Ellis. Cette place est un laisser-passé pour les championnats du monde de Doha qui débutent le 27 septembre 2019.
À Doha, elle se distingue en réalisant le meilleur temps (50 s 57) des séries du 400 mètres. Mais elle a bien compris que c'est en finale qu'il convient de briller. Et elle y parvient, dans une course exceptionnellement rapide, lors de laquelle les cinq premières battent leurs records personnels, elle remporte la 4e place en 49 s 60, devant l'autre Américaine parvenue à ce niveau, Phyllis Francis, la tenante du titre.
Tandis que cette dernière a 27 ans, Wadeline n'en a que 21 et a fait de tels progrès en moins d'un an qu'elle commence à apparaître comme l'élément le plus prometteur de la nécessaire relève des grandes performeuses américaines de la décennie précédente, Richard-Ross, Felix, McCorory.
D'autant qu'elle décroche la médaille d'or dans l'épreuve du relais 4 × 400 m. Parmi toutes les relayeuses possibles, elle est choisie pour faire partie du quatuor américain aligné pour la finale, aux côtés de l'expérimentée Phyllis Francis et des deux stars du 400 m haies appelées en renfort, Dalilah Muhammad et sa dauphine Sydney McLaughlin. Wadeline est la moins rapide des quatre mais tout est relatif, son temps, 50 s 20, est plus que convenable, il permet aux Américaines, en 3 min 18 s 92, de reléguer les Polonaises à près de trois secondes et les Jamaïcaines à quatre,.

## Palmarès
| Date | Compétition           | Lieu  | Résultat | Épreuve   | Temps                    |
| ---- | --------------------- | ----- | -------- | --------- | ------------------------ |
| 2019 | Championnats du monde | Doha  | 4e       | 400 m     | 49 s 60                  |
| 2019 | Championnats du monde | Doha  | 1re      | 4 x 400 m | 3 min 18 s 92            |
| 2021 | Jeux olympiques       | Tokyo | 1re      | 4 x 400 m | Participation aux séries |

## Records
| Épreuve          | Temps   | Lieu       | Date           |
| ---------------- | ------- | ---------- | -------------- |
| 100 m            | 11 s 84 | Westfield  | 29 avril 2017  |
| 200 m            | 23 s 20 | Charleston | 23 mars 2019   |
| 400 m            | 49 s 60 | Doha       | 3 octobre 2019 |
| saut en longueur | 5,84 m  | Cambridge  | 21 avril 2018  |